# Vladimír Váňa (politik)
Vladimír Váňa (* 6. května 1927) byl český a československý politik, po sametové revoluci poslanec Sněmovny národů Federálního shromáždění za HSD-SMS.

## Biografie
Ve volbách roku 1990 byl zvolen za HSD-SMS do české části Sněmovny národů (volební obvod Jihomoravský kraj). Hnutí HSD-SMS na jaře 1991 prošlo rozkolem, po němž se poslanecký klub rozpadl na dvě samostatné skupiny. Váňa pak v květnu 1991 přestoupil do klubu Hnutí za samosprávnou demokracii - Společnost pro Moravu a Slezsko 2. Na jaře 1992 je potom uváděn jako nezařazený poslanec. Ve Federálním shromáždění setrval do voleb roku 1992.